# Lijst van Apple-software
Het volgende is een lijst met applicatiesoftware die door Apple Inc. is uitgegeven.

## Algemene software
- Safari, een WebKit-gedreven webbrowser (ook voor de iPod touch, iPhone en iPad).
- QuickTime Player, audio- en videospeler (ook beschikbaar voor Windows).
- Bonjour, netwerkcliëntinterface.
- Rosetta, transparante uitvoering van PowerPC software op Intel Macs (niet meer beschikbaar voor OS X).
- Terminal, een terminalemulator voor OS X.

## Software voor consumenten
- FaceTime, een videotelefonieprogramma
- iTunes, jukebox en portal naar de iTunes Store, een online muziekwinkel.
- iLife, software om met digitale foto's, muziek en video te werken:
  - iMovie, waarmee video op een toegankelijke wijze geïmporteerd, bewerkt en geëxporteerd kan worden.
  - iPhoto, programma om digitale foto's te importeren en te bewerken.
  - iDVD, zelf een dvd-videofilm samenstellen met foto's, film en muziek.
  - GarageBand, toegankelijke audio-opname, podcasting en muziekproductie.
  - iWeb, om digitale media eenvoudig op een website te zetten.
- iWork, een Officepakket:
  - Pages, uitgebreide tekstverwerker.
  - Keynote, presentatieprogramma, bekend van de Stevenotes.
  - Numbers, spreadsheets op de Mac-manier.
- Front Row, mediacentre interface, waarmee de Mac volscherm toegang biedt tot digitale media (niet meer beschikbaar voor Mac OS X).
- Photo Booth, foto's maken met de iSight webcam (effecten mogelijk).
- Time Machine, software om back-ups te maken.
- Safari, een webbrowser.
- QuickTime, een multimedia-raamwerk.
- Notes, een opschrijfprogramma voor al je notities.
- Sports, een app om sport te volgen.

De programma's iTunes, Safari en QuickTime worden gratis geleverd en zijn ook beschikbaar voor Windows.

## Professionele software
- Final Cut Studio, een pakket voor professionele videobewerking:
  - Final Cut Pro, videobewerkingsprogramma.
  - Motion, animatieprogramma.
  - Soundtrack Pro, audiobewerkingsprogramma.
  - Color.
  - Compressor.
  - DVD Studio Pro, decodeer-, bewerk- en brandprogramma voor dvd's.
- Final Cut Server, een applicatie om videocollecties te beheren en videobewerkingen centraal uit te voeren.
- Aperture, RAW-fotobewerkingsprogramma.
- Logic Pro, audio- en muzieksequencing.
- Shake, digitaal compositing (uit productie, wordt vervangen door Motion).
- Xcode, programmeertools.